# Sally Lockhart
Sally Lockhart is een personage uit een 4-delige boekenreeks van de Britse schrijver Philip Pullman.
In de eerste 3 boeken is Sally het belangrijkste personage, in het laatste boek heeft ze nog maar een kleine rol. Het draait dan vooral om Adelaide en haar tolk en vriendin Rebecca "Becky" Winter.

## Boeken
De reeks bestaat uit 4 delen, die zich afspelen in de jaren '70 en '80 van de negentiende eeuw.

### Het raadsel van de robijn
Het eerste deel speelt zich af in 1872 in het Victoriaanse Londen. De 16-jaar oude Sally heeft haar vader verloren. Hij was kapitein, wiens schip is vergaan in de Zuid-Chinese Zee. Het leek een ongeluk te zijn, maar Sally krijgt argwaan. Samen met enkele vrienden en medestanders wil ze uitvinden wat er precies is gebeurd. Al snel ontdekt ze dat er wel meer aan de hand is dan ze dacht.

### De schaduw in het noorden
Het is 1879. Naar aanleiding van de verdwijning van het stoomschip Ingrid Linde, frauduleuze praktijken en een Schotse illusionist die visioenen heeft, gaat Sally op onderzoek uit, met behulp van vrienden, die het avontuur niet allemaal overleven. Sally moet de waarheid vinden achter North Star, het stoomkanon en Axel Bellman.

### De tijger in de put
In 1881 klapt een val dicht. Een val die jarenlang was voorbereid en Sally nu in gevaar brengt. Ze dreigt haar dochtertje en spullen kwijt te raken aan iemand die beweert haar man te zijn. Al snel moet ze zich verschuilen, want ze lijkt nergens meer veilig. Ze moet uitvinden wat er aan de hand is, en wie haar leven zo overhoop heeft gegooid.

### De tinnen prinses
In 1882, 10 jaar na Sally Lockharts eerste grote avontuur, speelt Sally een kleinere rol. In Londen vindt Jim Adelaide, een oude bekende die nu getrouwd is met de prins van Razkavië. In dit Midden-Europese landje heerst politieke onrust en probeert iedereen complotten tegen elkaar te smeden.